# Lucjan Frakowski
Lucjan Frakowski, ps. „Morkowski”, „Lucjan” (ur. 21 stycznia 1896 w Łodzi, zm. 15 sierpnia 1969 w Anglii) – major artylerii Wojska Polskiego, działacz niepodległościowy, kawaler Orderu Virtuti Militari.

## Życiorys
Urodził się 21 stycznia 1896 w Łodzi, w rodzinie Walentego i Stanisławy z Szubertów. Ukończył siedem klas w Polskim Gimnazjum Towarzystwa „Uczelnia”. Przed 1914 stał na czele uczniowskiej organizacji skautowej o zabarwieniu narodowym w rodzinnym mieście. W 1913 kierowana przez niego organizacja połączyła się z organizacją skautową „Zarzewia” prowadzoną przez Konstantego Zacherta. W czasie I wojny światowej służył w Oddziale Skautowym przy Komendzie Legionów Polskich, a następnie w 6 pułku piechoty Legionów Polskich. Awansował na kaprala, a później plutonowego.
9 grudnia 1919 został mianowany z dniem 1 grudnia 1919 podporucznikiem artylerii, w grupie podoficerów byłych Legionów Polskich. 12 czerwca 1920 został odkomenderowany z 1 pułku artylerii polowej Legionów do Szkoły Podoficerów Artylerii w Poznaniu. 19 stycznia 1921 został zatwierdzony z dniem 1 kwietnia 1920 w stopniu porucznika, w artylerii, w grupie oficerów byłych Legionów Polskich. 1 czerwca 1921 pełnił służbę w Szkole Podchorążych Artylerii w Poznaniu, a jego oddziałem macierzystym był 1 pap Leg. 3 maja 1922 został zweryfikowany w stopniu porucznika ze starszeństwem z dniem 1 czerwca 1919 i 486. lokatą w korpusie oficerów artylerii. W latach 1923–1925 pełnił służbę w Szkole Młodszych Oficerów Artylerii, wchodzącej w skład Obozu Szkolnego Artylerii w Toruniu, pozostając oficerem nadetatowym 11 pułku artylerii polowej w Stanisławowie. 1 grudnia 1924 awansował na kapitana ze starszeństwem z dniem 15 sierpnia 1924 i 134. lokatą w korpusie oficerów artylerii. Z dniem 1 marca 1925 został przeniesiony do 19 pułku artylerii polowej w Nowej Wilejce. W listopadzie 1927 został przeniesiony do kadry oficerów artylerii z równoczesnym przydziałem do Biura Ogólno-Organizacyjnego Ministerstwa Spraw Wojskowych w Warszawie na stanowisko referenta. Z dniem 1 sierpnia 1933 został przeniesiony do 23 pułku artylerii lekkiej w Będzinie. 4 lutego 1934 został awansowany na majora ze starszeństwem z dniem 1 stycznia 1934 i 13. lokatą w korpusie oficerów artylerii. 7 czerwca 1934 został wyznaczony na stanowisko II dywizjonu 23 pal detaszowanego w Żorach.
W marcu 1939 został wyznaczony na stanowisko zastępcy dowódcy batalionu KOP „Małyńsk”. W końcu sierpnia 1939 objął dowództwo tego oddziału i na jego czele walczył kampanii wrześniowej. W czasie powstania warszawskiego 1944 walczył Obwodzie I Śródmieście AK. Po kapitulacji powstania przebywał w niemieckiej niewoli. Po uwolnieniu z niewoli pozostał na emigracji. Zmarł 15 sierpnia 1969 w Anglii.
Był żonaty z Ludwiką z Szymanków (ur. ok. 1912), z którą miał syna Włodzimierza (ur. ok. 1936). Oboje zginęli w czasie powstania warszawskiego.

## Ordery i odznaczenia
- Krzyż Srebrny Orderu Wojskowego Virtuti Militari nr 6355 – 17 maja 1922[27][28][2]
- Krzyż Niepodległości – 17 marca 1932 „za pracę w dziele odzyskania niepodległości”[29]
- Krzyż Walecznych dwukrotnie[30]
- Złoty Krzyż Zasługi – 11 listopada 1937 „za zasługi w służbie wojskowej”[31]
- Srebrny Krzyż Zasługi – 10 listopada 1928 „w uznaniu zasług, położonych na polu pracy w poszczególnych działach wojskowości”[32][33]
- Medal Pamiątkowy za Wojnę 1918–1921[30]
- Medal Dziesięciolecia Odzyskanej Niepodległości[30]
- Odznaka pamiątkowa Polskiej Organizacji Wojskowej[30]
- Odznaka za Rany i Kontuzje z jedną gwiazdką[34]